# Çöplüçiftliği, Yenifakılı
Çöplüçiftliği là một xã thuộc huyện Yenifakılı, tỉnh Yozgat, Thổ Nhĩ Kỳ. Dân số thời điểm năm 2010 là 376 người.